# Pinsly Railroad Company (2024)
Pinsly Railroad Company (2023–2024: Gulf and Atlantic Railways LLC, 2012–2023: RailUSA) ist ein amerikanisches Holdingunternehmen im Bereich Schienenverkehr mit Sitz in Jacksonville (Florida). 

## Geschichte
2012 gründete der Unternehmer Gary O. Marino (Mitgründer von RailAmerica und Patriot Rail) International Rail Partners. Wie bei seinen vorherigen Unternehmensgründungen bestand der Zweck in der Übernahme und dem Betrieb von Bahnstrecken und -gesellschaften.
Im August 2018 erwarb die Gesellschaft von der Iowa Pacific Holdings die Grenada Railroad. Im Oktober des gleichen Jahres wurde mit Hilfe und mehrheitlicher Beteiligung des Investment- und Venture-Capital-Unternehmens Equity Group Investments des Unternehmers Sam Zell die RailUSA LLC. mit Sitz in Boca Raton (Florida) gegründet. Diese Gesellschaft dient fortan als Holding für die Aktivitäten im Bahnbereich. Gary O. Marino wurde zum Chairman of the Board und Chief Executive Officer ernannt.
Im Juni 2019 erwarb RailUSA von der CSX Transportation eine 690 Kilometer lange Bahnstrecke zwischen dem bei Jacksonville gelegenen Baldwin (Florida) und Pensacola und nahm den Betrieb unter der Bezeichnung Florida Gulf and Atlantic Railroad auf.
Im August 2019 wurde Barbara Wilson zur Präsidentin der Gesellschaft ernannt.
Im November 2021 erwarb das australische Investmentunternehmen Macquarie Infrastructure Partners RailUSA. Im April 2022 wurde Ryan Ratledge (früher CEO der Central Maine and Quebec Railway) neuer Präsident und CEO von RailUSA.
Zum 1. März 2023 nannte sich RailUSA in Gulf and Atlantic Railways um und verlegte den Unternehmenssitz nach Jacksonville.
Am 27. März 2023 wurde der Erwerb der Camp Chase Railroad (CAMY), Chesapeake and Indiana Railroad (CKIN) und der Vermilion Valley Railroad (VVRR) von der Midwest and Bluegrass Rail bekanntgegeben.
Am 19. August 2023 wurde vereinbart, dass Gulf and Atlantic vorbehaltlich der Zustimmung des Surface Transportation Boards die Pioneer Valley Railroad übernimmt. Die Übernahme wurde im Oktober 2023 vollzogen. Nach der Übernahme dieser Bahngesellschaft, der letzten Tochtergesellschaft der 1938 gegründeten Pinsly Railroad Company, firmierte sich die Gulf and Atlantic Railways in Pinsly Railroad Company um.
Ende August 2024 wurde der Erwerb der Hondo Railway in Texas bekanntgegeben.

## Bahngesellschaften
| Bahngesellschaft                   | Erwerb       | Bemerkung                                                           |
| ---------------------------------- | ------------ | ------------------------------------------------------------------- |
| Grenada Railroad                   | August 2018  | Erwerb von der Iowa Pacific Holdings                                |
| Florida Gulf and Atlantic Railroad | Juni 2019    | Erwerb der Bahnstrecke Baldwin-Pensacola von der CSX Transportation |
| Camp Chase Railroad                | März 2023    | Erwerb von der Midwest and Bluegrass Rail                           |
| Chesapeake and Indiana Railroad    | März 2023    | Erwerb von der Midwest and Bluegrass Rail                           |
| Vermilion Valley Railroad          | März 2023    | Erwerb von der Midwest and Bluegrass Rail                           |
| Pioneer Valley Railroad            | Oktober 2023 | Erwerb von der Pinsly Railroad Company                              |
| Hondo Railway                      | August 2024  | Familienbesitz                                                      |